# Jeu de réflexion
Pour l’article homonyme, voir jeu vidéo de réflexion.
 (mai 2025).
Un jeu de réflexion est un jeu faisant appel à la réflexion et à la logique.

## Exemples
La marelle est un jeu de réflexion.